# Nintendo 2DS
Nintendo 2DS là một máy chơi trò chơi điện tử cầm tay do Nintendo sản xuất, máy ra mắt vào tháng 8 năm 2013 và đã được phát hành ở Bắc Mỹ, châu Âu và Úc vào ngày 12 tháng 10 năm 2013. Nintendo 2DS là phiên bản chỉnh sửa của Nintendo 3DS, vẫn giữ chung phần cứng, chức năng tương tự và khả năng tương thích với phần mềm như đã được thiết kế cho Nintendo DS và 3DS.
Tuy nhiên, 2DS tạo sự tách biệt nhờ vào thiết kế phẳng mới, thay vì thiết kế vỏ sò và do thiếu màn hình 3D autostereoscopic đặc trưng của Nintendo 3DS. 2DS được bán ra cùng thời với 3DS như là một động lực để mở rộng thị trường cho các trò chơi của Nintendo 3DS; Chủ tịch Nintendo of America lúc bấy giờ là Reggie Fils-Aimé nói 2DS chủ yếu nhắm vào những người chơi trẻ tuổi hơn (dưới 7 tuổi), mà trước đó Nintendo từng khuyên không nên sử dụng chức năng 3D trên 3DS do các mối quan tâm tiềm ẩn về sức khỏe của mắt. Kế nhiệm Nintendo 2DS là New Nintendo 2DS XL đã ra mắt vào năm 2017.
Sự tiếp nhận Nintendo 2DS rất khó phân định; trong khi Nintendo được đánh giá cao về mức độ định giá và định vị giá trị thực của 2DS so với các đối thủ, thì phần lớn những lời chỉ trích hướng tới sự tụt lùi so với 3DS, chẳng hạn như thiết kế không được hấp dẫn như 3DS, chất lượng âm thanh và tuổi thọ pin kém hơn.
Tuy nhiên, thiết kế của 2DS vẫn được một số nhà phê bình ca ngợi nhờ vào cảm giác cứng cáp và thoải mái hơn so với 3DS, đặc biệt là cho thị trường mục tiêu. Một số nhà phê bình cũng cảm thấy rằng việc thiếu sự hỗ trợ 3D đồng nghĩa với việc Nintendo thừa nhận rằng khái niệm đó chỉ là một mốt nhất thời; tuy nhiên, Nintendo tuyên bố hệ thống 3D tự điều chỉnh sẽ vẫn là một phần trong những kế hoạch tương lai khác của họ. Nintendo 2DS đã bị ngừng sản xuất ở Nhật Bản vào năm 2019 và ở phần còn lại của thế giới vào năm 2020.

## Lịch sử
Nintendo chính thức công bố 2DS vào ngày 28 tháng 8 năm 2013 thông qua một thông cáo báo chí; các nhà báo đã có cơ hội để nghe giới thiệu thiết bị một cách riêng tư trước khi chính thức ra thông báo. Theo cựu Giám đốc Nintendo of America là Reggie Fils-Aimé thì Nintendo 2DS chủ yếu nhắm vào đối tượng trẻ hơn so với Nintendo 3DS — đặc biệt là những trẻ dưới 7 tuổi; mà Nintendo từng khuyên không nên sử dụng các tính năng 3D trên máy 3DS do những lo ngại về sức khỏe của mắt. Tuy nhiên, tính hợp lệ trong tuyên bố của Nintendo đã được các chuyên gia đặt dấu hỏi, họ tin rằng 3DS thực sự có thể giúp phát hiện một số vấn đề về mắt, và cảm thấy cảnh báo này chẳng qua là vì lý do trách nhiệm hơn là do bất kỳ tác hại thực tế nào.
Với 2DS, công ty nhắm tới việc sản xuất một thiết bị có thể là "mới, độc đáo, khác biệt và đem mọi người lại gần nhau với thể loại mà chúng tôi yêu thích". Một phần của mục tiêu này đã đạt được bằng cách định vị thiết bị ở một mức giá thấp hơn so với 3DS; tại Mỹ, máy bán lẻ với giá US$129,99 khi ra mắt, so với giá 169,99 USD của 3DS tiêu chuẩn. Đến tháng 5 năm 2016, giá ở Mỹ đã giảm xuống còn 79,99 USD.
Nintendo 2DS được giới thiệu trên chuyến lưu diễn The Nintendo Experience tại các địa điểm Simon Malls ở Mỹ trong suốt tháng 10 và đầu tháng 11, đây là một phần trong chiến dịch đẩy mạnh quảng cáo cuối năm 2013 của Nintendo.

### Phát hành
Nintendo 2DS đã được phát hành tại Bắc Mỹ, Châu Âu và Úc vào ngày 12 tháng 10 năm 2013, cùng ngày với Pokémon X và Y. Tại Bắc Mỹ, máy có các mẫu màu đen với viền benzen sau lưng màu đỏ hoặc màu xanh, trong khi ở châu Âu và Úc máy có màu trắng với benzen màu đỏ, hoặc màu đen với benzen màu xanh. Mỗi máy đi kèm với một thẻ SD 4GB và một bộ chuyển đổi AC. Phụ kiện đồng bộ với vỏ màu đỏ và xanh cũng được phát hành khi ra mắt. Với việc phát hành 2DS, Nintendo of America đã bắt đầu loại bớt 3DS bản gốc, nghĩa là chỉ có các mẫu 2DS và 3DS XL vẫn được bán ở Bắc Mỹ khi phát hành.
Ngày 7 tháng 12 năm 2013, Nintendo 2DS ra mắt tại Hàn Quốc, các mẫu màu trắng/đỏ và đen/xanh tương ứng với bản cài đặt Pokémon X hoặc Y.
Một màu khác là Sea Green, với thân màu trắng và viền lưng màu xanh bạc hà, được phát hành ở Bắc Mỹ ngày 6 tháng 6 năm 2014 trùng với việc phát hành Tomodachi Life ở Bắc Mỹ. Các phiên bản Crystal Red và Crystal Blue, có vỏ trong mờ, được phát hành ở châu Âu và Bắc Mỹ vào tháng 11 năm 2014 nhằm kết nối với Pokémon Omega Ruby và Alpha Sapphire. Ở Bắc Mỹ, các bản trong mờ cũng được bán với giá bán lẻ thấp hơn 100 USD so với mức giá cơ bản 129,99 USD của 2DS thông thường. Ngày 20 tháng 8 năm 2015, giá ở Mỹ đã được giảm hẵn xuống 100 USD và các máy bắt đầu được đóng gói chung với phiếu thưởng tải về bản kỹ thuật số của Mario Kart 7.
Tháng 12 năm 2015, có thông báo rằng 2DS sẽ phát hành tại Nhật Bản ngày 27 tháng 2 năm 2016, trùng với bản phát hành Virtual Console của  Pokémon trên máy Game Boy. Máy có phiên bản đỏ, xanh lá, xanh dương và vàng trong mờ với các nút có 4 màu. Mỗi gói kèm theo trò chơi Pokémon tương ứng, một nền Home Menu đặc biệt, một áp phích và một mã để lấy Mew trên trò chơi đi kèm, hoặc Pokémon X, Y, Omega Ruby, hoặc Alpha Sapphire.
Ngày 11 tháng 5 năm 2016, Nintendo thông báo giá ở Mỹ sẽ giảm xuống còn 79,99 USD vào ngày 20 tháng 5 năm 2016. Ngày 15 tháng 9 năm 2016, các gói 2DS đã được phát hành  tại Nhật Bản gồm màu xanh lam, đen, đỏ, oải hương và hồng. Ngày 5 tháng 10 năm 2016, Nintendo công bố các phiên bản mới của gói Mario Kart 7 2DS cho thị trường Mỹ (Crimson Red 2 và Electric Blue 2, dựa trên các màu máy mới ở Nhật Bản), với các bản phối màu "đổi chỗ" có màu đỏ hoặc xanh lam và viền benzen đen.

## Phần cứng
Các thông số kỹ thuật phần cứng của Nintendo 2DS gần giống với các tính năng của Nintendo 3DS; giữ lại các tính năng như GPU, CPU và bộ nhớ, cùng với khả năng tương thích với các trò chơi được thiết kế cho Nintendo DS và Nintendo 3DS. Tuy nhiên, phần cứng vẫn có một số khác biệt nhỏ. Không giống như Nintendo 3DS vốn có hai màn hiển thị, với màn hình cảm ứng ở dưới và màn hình hai lớp phía trên có khả năng hiển thị 3D tự động, Nintendo 2DS sử dụng một màn hình cảm ứng LCD bất lập thể, được phủ khung hình tương đương kích thước màn hình của 3DS. Mặc dù không có khả năng hiển thị nội dung 3D, 2DS vẫn giữ lại máy ảnh kép của 3DS để chụp ảnh ở định dạng 3D. Nintendo 2DS chỉ có một loa mono, trái ngược với loa stereo của 3DS, mặc dù vẫn có thể xuất ra âm thanh stereo thông qua giắc cắm tai nghe.
Thiết kế của Nintendo 2DS là rất khác biệt so với tiền thân của nó; mặc dù có kích thước tương đương, 2DS có hình thức bên ngoài dạng "đá phiến" thay vì dạng vỏ sò từng được sử dụng với DS và 3DS. Các nút của 2DS được đặt ở vị trí trung tâm của thiết bị thay vì ở gần màn hình dưới, các nút cầu vai có hình dạng lõm và tương đối dày hơn so với các nút 3DS. 2DS sử dụng nút vật lý để chuyển qua chế độ ngủ thay cho việc đóng nắp và nút chỉnh wifi được thay bằng phần mềm.
Nintendo 2DS dùng chung pin 1300mAh như trên các máy Nintendo 3DS thông thường. Mặc dù không hỗ trợ cài đặt tinh chỉnh độ sáng tự động của 3DS ("Power Save Mode"), nhưng 2DS được Nintendo đánh giá là có thời lượng pin dài hơn 3DS; Nintendo nói 2DS là có thể trụ được từ 3 đến 5,5 giờ trò chơi game 3DS hoặc 5 đến 9 giờ chơi game DS chỉ với một lần sạc.

## Phần mềm và dịch vụ
Ngoài các điều chỉnh nhỏ nhằm phản ánh sự khác biệt về thiết kế phần cứng, phần mềm hệ thống của Nintendo 2DS cũng tương tự như 3DS, tương thích với tất cả các game phát hành cho 3DS (chỉ ở chế độ 2D) và DS (ngoại trừ những game yêu cầu khe cắm Game Boy Advance), và cung cấp các tính năng trực tuyến như Nintendo Network cho nhiều người chơi và chơi trò chơi trực tuyến, Nintendo eShop để tải xuống và mua trò chơi cũng như SpotPass và StreetPass.

## Tiếp nhận

### Trước khi phát hành
Nintendo 2DS nhận được nhiều ý kiến trái chiều khi phát hành. Kotaku cho rằng Nintendo 2DS chỉ có sức hút đối với một số khách hàng không muốn mua Nintendo 3DS, và việc thiếu hỗ trợ 3D mang lại sự quan ngại với đồ họa lập thể. USA Today nhấn mạnh một số game 3D không thể chơi được nếu thiếu tính năng lập thể. Trong khi đó CNET nói Nintendo ngầm thừa nhận tính năng 3D là không cần thiết và thậm chí là một "chiến thuật sai lầm". NBC News gọi 2DS là một "sự lựa chọn khác thường" của các game thủ hài lòng với dòng sản phẩm Nintendo DS, và e ngại nó có thể gợi nhớ về hệ máy chơi game tại nhà không thành công của Nintendo là Wii U.
Một số cây viết chuyên về công nghệ đã bày tỏ mối quan tâm với sự xuất hiện của 2DS: CNET đánh giá máy kém thẩm mỹ so với các kiểu máy khác, mặc dù những người khác cảm thấy cầm máy trên tay thoải mái hơn. USA Today đánh giá máy "thoải mái một cách đáng ngạc nhiên". Kotaku lưu ý rằng mặc dù có vẻ cồng kềnh, nhưng khi cầm một tay lại cảm thấy dễ chịu. Cũng nhấn mạnh có thể bấm các nút trên mặt một cách dễ dàng và vị trí của chúng ở nửa trên của máy cũng là cùng hướng với mắt nhìn lên phía màn hình trên. Nhìn chung, số đông cảm thấy chất lượng bộ khung máy tốt. GamesIndustry cũng mô tả thiết kế máy thoải mái hơn đáng kể so với tiền nhiệm. Cũng lưu ý rằng máy có vỏ dày chứ không phải là Nintendo 3DS mỏng, và thiếu bản lề giúp tăng độ bền. Số đông cảm thấy thiết kế tương tự như "một sự kết hợp kỳ cục giữ Game Boy, Wii U GamePad và một cái DS." USA Today và CNET đều đưa ra lo ngại về cách bảo vệ màn hình, vì không thể gập kiểu vỏ sò.
Thực tế 2DS chỉ sử dụng một màn hình vật lý và được phân chia ra làm hai, Kyle Orland của Ars Technica tin rằng Nintendo đã bỏ qua cơ hội sản xuất máy tính bảng chơi game toàn màn hình, bằng cách sử dụng các yếu tố hình thức của 2DS; điều này sẽ cho phép các trò chơi và ứng dụng trong tương lai sử dụng toàn bộ màn hình (mà ông ước tính là cỡ khoảng phablet màn hình 5 inch), vẫn có thể tương thích ngược với các trò chơi được thiết kế cho 3DS và DS, nâng cao khả năng port trò chơi từ điện thoại thông minh lên máy chơi game. Tuy nhiên, Orland cũng lưu ý rằng việc giới thiệu một sản phẩm như vậy có thể làm phân mảnh hệ sinh thái chơi game di động của Nintendo đối với người dùng 3DS hiện tại—và rằng còn quá sớm để Nintendo giới thiệu hệ máy kế nhiệm 3DS. Gần 3 năm sau khi phát hành 2DS, Nintendo cuối cùng cũng công bố Nintendo Switch—một máy tính bảng chơi game "lai", đi cùng với bộ điều khiển không dây có thể tháo rời và một đế cắm hỗ trợ việc xuất hình lên TV.
Việc thiết kế lại Nintendo 3DS có thể gọi là một "nước đi thông minh" nhằm giảm chi phí, Wired nghĩ rằng 2DS cho phép Nintendo có thể bán máy với mức giá thấp hơn, với biên độ lợi nhuận cao hơn đáng kể.

### Sau khi phát hành
Nintendo 2DS nhận được nhiều đánh giá trái chiều. Trong khi giá cả và hình thức yếu tố được coi là lý tưởng thì tính thẩm mỹ và tuổi thọ pin của máy nhận nhiều chỉ trích. Telegraph lưu ý rằng việc thiếu bản lề trên máy thật ra là ý tưởng cải thiện, và chỉ thẳng ra đây chính là một thiết bị cầm tay lý tưởng cho trẻ em. Tuy nhiên, bài báo chỉ trích loa mono của máy có chất lượng âm thanh thấp hơn so với tiền nhiệm. Tuổi thọ pin cũng bị chê bai, dù được mô tả là giữ nguyên như 3DS gốc. Mặt khác, tờ báo ca ngợi màn hình sáng hơn và góc nhìn rộng hơn, mặc dù không lớn bằng màn hình 3DS XL. Eurogamer đã củng cố ý tưởng cho rằng Nintendo 2DS không nhắm vào "người chơi lâu năm" hoặc đang sở hữu Nintendo 3DS và cảm thấy rằng hệ máy này được sản xuất theo kiểu bất cần tính thẩm mỹ. Bài báo cũng chỉ trích màn hình cảm ứng điện trở lỗi thời, loa mono và tuổi thọ pin. Tuy nhiên, Eurogamer cảm thấy cầm máy thoải mái hơn nhiều so với Nintendo 3DS và 3DS XL. Nhà phân tích Piers Harding-Rolls cho rằng Nintendo 2DS sẽ giúp Nintendo mở rộng thị trường và tin rằng các nhà sản xuất bên thứ ba sẽ có thêm cam kết với nền tảng đang phát triển.
Theo sau màn ra mắt của máy, Nintendo tuyên bố việc phát hành Sonic Lost World sẽ thúc đẩy doanh số bán hàng của Nintendo 2DS, cộp dấu là một tựa game "phải chơi". Ngày 31 tháng 10 năm 2013, chủ tịch Nintendo là Iwata Satoru thừa nhận rằng Nintendo 2DS thiếu nhận thức trong việc thu hút người mua tiềm năng. Ngoài ra, ông tiếp tục cho rằng một số người tiêu dùng tiềm năng tin rằng sản phẩm quá lớn và nặng để mang theo. Tuy nhiên, Iwata nói hệ máy đã được đón nhận nồng nhiệt trong số những người đã mua nó. Mặc dù thiếu sự hỗ trợ 3D của 2DS, Satoru Iwata khẳng định, trong Q & A của Nintendo 2013, công ty "sẽ không từ bỏ 3D hoặc ngừng thực hiện các đề xuất mới trong 3D", vì sẽ tiếp tục bán Nintendo 3DS và 3DS XL. Tuy nhiên, giám đốc sản xuất Aonuma Eiji của The Legend of Zelda: A Link Between Worlds tiết lộ trong một cuộc phỏng vấn, rằng trò chơi có những thay đổi nhỏ do thiếu tính năng 3D trên 2DS.

### Doanh số
Doanh thu của Nintendo 2DS tăng ba tuần sau khi ra mắt tại Anh, sau khi các nhà bán lẻ giảm giá do doanh số bán hàng kém. Hệ máy này có giá khoảng 110 bảng Anh, nhưng các nhà bán lẻ lớn bao gồm Argos, Amazon và Tesco đã giảm giá của máy xuống dưới 100 bảng Anh để trùng với thời điểm nghĩ giữa kỳ của trường học. Kết quả là doanh thu của Nintendo 2DS tăng 64% so với tuần trước, trở thành hệ máy bán chạy nhất trong tháng  tại nước Anh, mà không kết hợp doanh thu của Nintendo 3DS và những máy cùng dòng. Trong quý 3 năm 2013, nhà bán lẻ trò chơi điện tử GameStop báo cáo doanh số máy trên toàn thế giới đã tăng 15,3%, chủ yếu là nhờ vào doanh số bán hàng tăng mạnh của Nintendo 2DS và 3DS.